# Ophiderma pallida
Ophiderma pallida är en insektsart som beskrevs av Van Duzee. Ophiderma pallida ingår i släktet Ophiderma och familjen hornstritar. Inga underarter finns listade i Catalogue of Life.